# Daniel Jones
Daniel Jones (Southend-on-Sea, 22 de Julho de 1973) é um músico, compositor e produtor musical anglo-australiano.
Daniel tornou-se mundialmente conhecido como membro da banda australiana Savage Garden, entre 1996 e 2001, ao lado de Darren Hayes. Após a separação da dupla, Jones passou a se dedicar ao trabalho como produtor, abrindo sua própria companhia, a Meridien Musik, e o estúdio de gravação Level 7 Studios, em Sydney. Daniel produziu álbuns para diversos artistas novos australianos, entre elas a banda Aneiki, de sua ex-backvocal Jennifer Waite.

## Vida pessoal
Jones é casado com a atriz Kathleen de Leon, conhecida na Austrália pela sua participação durante 9 temporadas do programa infantil Hi-5. Eles se casaram em 9 de outubro de 2005, na Gold Coast de Queensland. Na época, Daniel Jones escreveu uma canção para sua noiva intitulada "Love Is Enough" (Amor é suficiente).
O casal tem dois filhos e vive nos Estados Unidos desde 2009, longe da mídia.

### Mercado americano
Entre 2010 e 2013, Daniel foi membro da banda Korbee Jones, formada na Califórnia, Estados Unidos. Desde 2011, ele vive em Las Vegas com sua família.
Em uma entrevista em julho de 2015, Jones revelou que abandonou a indústria musical e atualmente trabalha no mercado imobiliário da cidade, reformando e revendendo casas. Em 2016, foi noticiado que o músico vendeu um luxuoso imóvel seu em Anthem, que fica a 4 horas de Vegas.
Em uma entrevista em abril de 2019, Daniel revelou estar considerando voltar a compor músicas, mas descartou qualquer possibilidade de retorno de sua antiga banda, Savage Garden.

## Ligações Externas
- Site oficial (em inglês)